# Grand Vampire
Grand Vampire est une série de bande dessinée, écrite et dessinée par Joann Sfar. La série originale se compose de six tomes, parus entre 2001 et 2005. En 2007, les tomes sont compilés en trois livres et complétés d’un quatrième sous le titre Le Bestiaire amoureux. Un recueil de l’œuvre complète est finalement publié en 2013 sous le titre Vampire, et un autre en 2024 sous le titre original Grand Vampire.
Grand Vampire se déroule dans le même univers que Petit Vampire. Elle vise un tout autre public, bien que Petit Vampire et Grand Vampire soient un seul et même personnage (on apprend que Fernand a un jour décidé de devenir petit). En effet, si Petit Vampire est destiné à la jeunesse, Grand Vampire en revanche s'adresse à un public plus âgé.
Le nom Fernand rappelle celui d'un des personnages d'Anne Rice, Armand le vampire, qui est le héros éponyme du sixième tome de la série Chroniques des vampires.

### Sous le titreGrand Vampire
Ces albums sont édités aux éditions Delcourt dans la collection Machination. Les couleurs sont de Audré Jardel sauf pour le tome 6 où elles sont de Walter. Les tomes 5 et 6 sont coécrits avec Sandrina Jardel.
1. Cupidon s'en fout (2001)  (ISBN 2-84055-526-3)
2. Mortelles en tête (2002)  (ISBN 2-84055-809-2)
3. Transatlantique en solitaire (2002)  (ISBN 2-84055-941-2)
4. Quai des brunes (2003)  (ISBN 2-84789-000-9)
5. La Communauté des magiciens (2004)  (ISBN 2-84789-262-1)
6. Le Peuple est un golem (2005)  (ISBN 2-84789-494-2)

- Grand Vampire (2005), recueil des tomes 5 et 6   (ISBN 2-84789-670-8)

### Sous le titreLe Bestiaire amoureux
Ces albums sont édités aux éditions Delcourt dans la collection Mirages.
1. Fernand le Vampire (2007), recueil des tomes 1 et 2  (ISBN 978-2-7560-0697-0)
2. Mademoiselle Soupir (2007), recueil des tomes 3 et 4  (ISBN 978-2-7560-0698-7)
3. La Sorcière sans espoir (2007), recueil des tomes 5 et 6  (ISBN 978-2-7560-0699-4)
4. L'Âge où on est mort (2007)  (ISBN 978-2-7560-0627-7)

### Sous les titresVampireetGrand Vampire
Ces albums sont édités aux éditions Delcourt.
- Vampire (2013), recueil de tous les tomes, collection Mirages  (ISBN 978-2-7560-5042-3)
- Grand Vampire (2024), recueil de tous les tomes, collection Machination  (ISBN 978-2-4130-8597-3)